# Казимјеж Дејна
Казимјеж Дејна (пољ. Kazimierz Deyna; 23. октобар 1947, Старогард Гдањски — 1. септембар 1989, Сан Дијего) био је пољски фудбалер.

## Каријера
Године 1969. и 1970. постао је шампион Пољске са Легијом из Варшаве. Дебитовао је за репрезентацију 24. априла 1968. у мечу против Турске у Хожову. Дејна је освојио златну медаљу на Олимпијским играма у Минхену 1972. и бронзану на Светском првенству 1974. године. На Олимпијским играма 1972. постао је најбољи стрелац турнира са 9 голова. Године 1976. пољска екипа је играла финале олимпијског фудбалског турнира, освојила је сребрну медаљу. За репрезентацију је наступио 97 пута и постигао 41 гол.
Године 1981. глумио је у играном филму Бег у победу. Исте године, Казимјеж је емигрирао у Сједињене Државе, где је играо за Сан Дијего Сокерс.
Погинуо је 1. септембра 1989. у саобраћајној несрећи у Сан Дијегу.
Године 1994. Пољски фудбалски савез и читаоци пољских спортских магазина изабрали су га за најбољег фудбалера Пољске свих времена.

## Трофеји

### Клуб
Легија Варшава
- Шампионат Пољске: 1969, 1970.
- Куп Пољске: 1973.

### Репрезентација
- Пољска
  - Светско првенство: треће место 1974.

- Злато (1)  1972.
- Сребро (2)  1976

### Индивидуални
- Најбољи стрелац турнира на Олимпијским играма: 1972.
- Најбољи фудбалер Пољске: 1969, 1972, 1973.

## Голови за репрезентацију
| #  | Датум               | Место      | Противник        | Резултат | Такмичење                                |
| -- | ------------------- | ---------- | ---------------- | -------- | ---------------------------------------- |
| 1  | 20. април 1969.     | Краков     | Луксембург       | 8:0      | Квалификације за Светско првенство 1970. |
| 2  | 15. јун 1969.       | Софија     | Бугарска         | 1:4      | Квалификације за Светско првенство 1970. |
| 3  | 27. август 1969.    | Лођ        | Норвешка         | 6:1      | Пријатељска                              |
| 4  | 12. октобар 1969.   | Луксембург | Луксембург       | 5:1      | Квалификације за Светско првенство 1970. |
| 5  | 12. октобар 1969.   | Луксембург | Луксембург       | 5:1      | Квалификације за Светско првенство 1970. |
| 6  | 9. новембар 1969.   | Варшава    | Бугарска         | 3:0      | Квалификације за Светско првенство 1970. |
| 7  | 16. мај 1970.       | Краков     | Источна Немачка  | 1:1      | Пријатељска                              |
| 8  | 2. септембар 1970   | Варшава    | Данска           | 5:0      | Пријатељска                              |
| 9  | 5. мај 1971.        | Лозана     | Швајцарска       | 4:2      | Пријатељска                              |
| 10 | 30. август 1972.    | Регензбург | Гана             | 4:0      | Олимпијске игре 1972.                    |
| 11 | 3. септембар 1972.  | Регензбург | Данска           | 1:1      | Олимпијске игре 1972.                    |
| 12 | 5. септембар 1972.  | Аугзбург   | Совјетски Савез  | 2:1      | Олимпијске игре 1972.                    |
| 13 | 8. септембар 1972.  | Нирнберг   | Мароко           | 5:0      | Олимпијске игре 1972.                    |
| 14 | 8. септембар 1972.  | Нирнберг   | Мароко           | 5:0      | Олимпијске игре 1972.                    |
| 15 | 10. септембар 1972. | Минхен     | Мађарска         | 2:1      | Олимпијске игре 1972.                    |
| 16 | 10. септембар 1972. | Минхен     | Мађарска         | 2:1      | Олимпијске игре 1972.                    |
| 17 | 15. октобар 1972.   | Бидгошч    | Чехословачка     | 3:0      | Пријатељска                              |
| 18 | 15. октобар 1972.   | Бидгошч    | Чехословачка     | 3:0      | Пријатељска                              |
| 19 | 10. октобар 1973.   | Ротердам   | Холандија        | 1:1      | Пријатељска                              |
| 20 | 17. април 1974.     | Лијеж      | Белгија          | 1:1      | Пријатељска                              |
| 21 | 19. јун 1974.       | Минхен     | Хаити            | 7:0      | Светско првенство 1974.                  |
| 22 | 23. јун 1974.       | Штутгарт   | Италија          | 2:1      | Светско првенство 1974.                  |
| 23 | 30. јун 1974.       | Франкфурт  | Југославија      | 2:1      | Светско првенство 1974.                  |
| 24 | 26. март 1975.      | Познањ     | Сједињене Државе | 7:0      | Пријатељска                              |
| 25 | 26. март 1975.      | Познањ     | Сједињене Државе | 7:0      | Пријатељска                              |
| 26 | 26. март 1975.      | Познањ     | Сједињене Државе | 7:0      | Пријатељска                              |
| 27 | 6. јул 1975.        | Монтреал   | Канада           | 8:1      | Пријатељска                              |
| 28 | 6. јул 1975.        | Монтреал   | Канада           | 8.1      | Пријатељска                              |
| 29 | 9. јул 1975.        | Торонто    | Канада           | 4:1      | Пријатељска                              |
| 30 | 22. јул 1976.       | Монтреал   | Иран             | 3:2      | Олимпијске игре 1976.                    |
| 31 | 31. октобар 1976.   | Варшава    | Кипар            | 8:0      | Квалификације за Светско првенство 1978. |
| 32 | 31. октобар 1976.   | Варшава    | Кипар            | 8:0      | Квалификације за Светско првенство 1978. |
| 33 | 10. јул 1977.       | Лима       | Перу             | 3:1      | Пријатељска                              |
| 34 | 21. септембар 1977. | Хожов      | Данска           | 4:1      | Квалификације за Светско првенство 1978. |
| 35 | 29. октобар 1977.   | Хожов      | Португалија      | 1:1      | Квалификације за Светско првенство 1978. |
| 36 | 12. новембар 1977.  | Вроцлав    | Шведска          | 2:1      | Пријатељска                              |
| 37 | 5. април 1978.      | Познањ     | Грчка            | 5:2      | Пријатељска                              |
| 38 | 5. април 1978.      | Познањ     | Грчка            | 5:2      | Пријатељска                              |
| 39 | 12. април 1978.     | Лођ        | Република Ирска  | 3:0      | Пријатељска                              |
| 40 | 10. јун 1978.       | Росарио    | Мексико          | 3:1      | Светско првенство 1978.                  |